# Tmarus australis
Tmarus australis är en spindelart som beskrevs av Cândido Firmino de Mello-Leitão 1941. 
Tmarus australis ingår i släktet Tmarus och familjen krabbspindlar. Inga underarter finns listade i Catalogue of Life.